# Metalimnobia tenua
Metalimnobia tenua är en tvåvingeart som beskrevs av Evgenyi Nikolayevich Savchenko 1976. Metalimnobia tenua ingår i släktet Metalimnobia och familjen småharkrankar. Inga underarter finns listade i Catalogue of Life.